# Luthereiche von 1917 (Schönheide)
Die Luthereiche in Schönheide im sächsischen Erzgebirgskreis pflanzte die evangelisch-lutherische Kirchgemeinde während des Ersten Weltkrieges am 31. Oktober 1917 auf dem Gustav-Haupt-Platz neben der Schule. Anlass war die 400. Wiederkehr der im Jahr 1517 von Martin Luther mit dem Anschlag der 95 Thesen eingeleiteten Reformation.
Die Eisengießerei in Schönheiderhammer, damals im Besitz der Familie von Querfurth, schuf die Plakette, die im Bereich der neu gepflanzten Eiche angebracht wurde:

„Luther-Eiche.
 Gottes Wort und Luthers Lehr
vergehen nie und nimmermehr.
1517–1917.“

Die den Baum als Luthereiche kennzeichnende Schriftplatte ist den Wirren der Zeit zum Opfer gefallen und verloren gegangen. Die evangelisch-lutherische Kirchgemeinde stellte im Jahr 2017 einen Stein aus Granit auf, an dem eine gusseisernen Platte mit demselben Text wie beim Pflanzen des Baumes 1917 angebracht ist. Den Guss übernahm eine Eisengießerei in Oberschönheide. Diese Eiche ist im Jahr 2021 noch vorhanden. Der Baum, nach seiner Art eine Stieleiche (Quercus robur), ist bisher nicht als Naturdenkmal ausgewiesen.
Zum 500-jährigen Jubiläum der Reformation pflanzte der Kirchgemeinde Schönheide auf dem Alten Friedhof in Schönheide erneut eine Luthereiche.